# Ornithuromorpha
De Ornithuromorpha zijn een groep vogels.
De term werd het eerst gebruikt door Luis María Chiappe in zijn monografie over Confuciusornis uit 1999. Hij gaf toen geen definitie maar het was duidelijk uit de context dat hij er de klade mee aanduidde die volgens de toenmalige kennis substantieel overeenkwam met de Euornithes. In 2001 gaf hij een definitie die dat bevestigde — maar die formeel niet identiek was aan Paul Sereno's definitie van Eurornithes — : de groep bestaande uit de laatste gemeenschappelijke voorouder van Pagatopteryx, Vorona en de Ornithurae sensu Chiappe en al zijn afstammelingen. In 2002 gaf hij een iets afwijkende definitie door Vorona — waarvan hij toen aannam dat die tot de Enantiornithes behoorde — weg te laten.
Het moet beklemtoond worden dat Chiappe's definitie van Ornithurae sterk afwijkt van de gebruikelijke inhoud van die naam.
Tot de Ornithuromorpha behoren alle moderne vogels. Ondertussen is duidelijk geworden dat de Ornithuromorpha substantieel vermoedelijk niet met de Euornithes samenvallen, zodat het concept bruikbaar blijft: de Chaoyangiidae vallen buiten de Ornithuromorpha.
In 2016 gaf Jingmai Kathleen O'Connor een afwijkende en veel ruimere definitie als stamklade: de groep bestaande uit de Neornithes en alle soorten nauwer verwant aan de Neornithes dan aan de Enantiornithes.